# Mångfaldigandeuppgifter
Mångfaldigandeuppgifter är en svensk juridisk term, som härstammar från 1 kap 5 § tryckfrihetsförordningen (TF).
En skrift som framställts genom stencilering, fotokopiering eller ett liknande tekniskt förfarande (exempelvis i en skrivare eller kopiator) kan få grundlagsskydd enligt TF, om den försetts med mångfaldigandeuppgifter. Dessa uppgifter skall ange att skriften är mångfaldigad, vem som har mångfaldigat den samt ort och datum för mångfaldigandet. Exempel: ”Denna skrift har mångfaldigats i 100 exemplar, av Johan Johansson i Stockholm 2017”.
För att grundlagsskydd enligt TF ska gälla, är en förutsättning i vanliga fall att det rör sig om tryckt skrift, det vill säga skrift som framställts i tryckpress. Systemet med mångfaldigandeuppgifter är en utvidgning av denna regel, som gör det möjligt att få grundlagsskydd för fler typer av skrifter, såsom flygblad.